# Carlo Pesenti

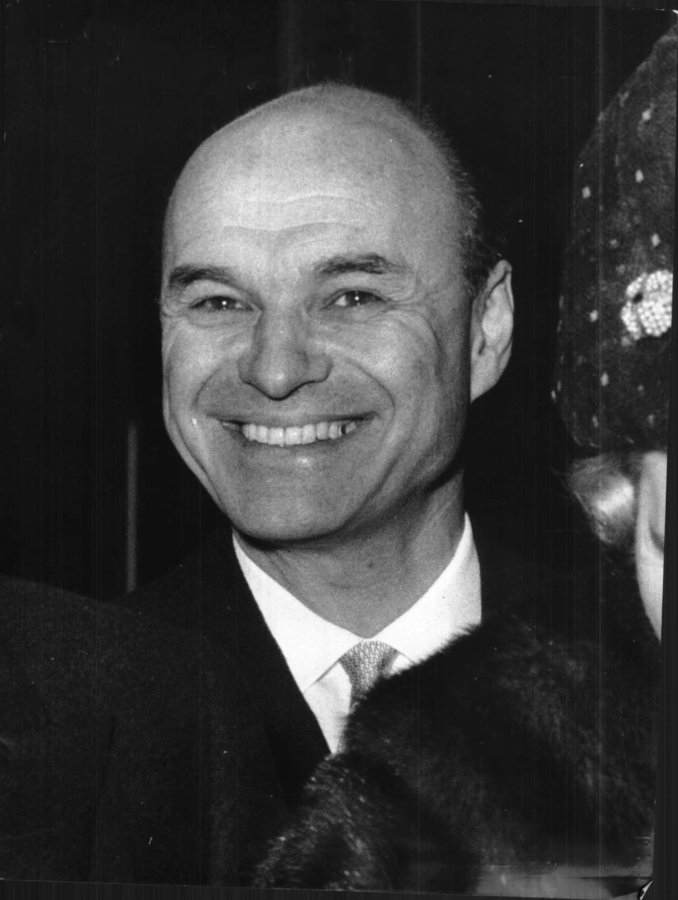
Carlo Pesenti (1964)

Carlo Pesenti (* 1907 in Alzano Lombardo; † 20. September 1984 in Montreal, Kanada) war ein italienischer Unternehmer. Er war von 1946 bis zu seinem Tod Direktor der Italcementi-Gruppe und aller mit ihr verbundenen Unternehmen und Banken. Außerdem war er Hauptaktionär der Zeitungen La Notte und Il Giornale di Bergamo und bis Ende der 1960er Jahre auch Eigentümer des Automobilherstellers Lancia. Zwischenzeitlich saß er im Aufsichtsrat von über 20 Unternehmen und verfügte zusätzlich auch über hervorragende politische Kontakte. Nach einem Betrugsskandal Ende der 1970er Jahre verlor Pesenti die Kontrolle über einen Großteil seiner Unternehmen.

## Biografie
Carlo Pesenti wurde in eine einflussreiche Unternehmerfamilie Pesenti geboren, welche aus Bergamo in der Lombardei stammt und als erzkatholisch galt. Italcementi, das Carlo 1946 geerbt hatte, war Anfang des 19. Jahrhunderts als Sägewerk und Papierfabrik gegründet worden und stieg gegen Ende des 20. Jahrhunderts unter der Leitung seines Onkels Antonio Pesenti in die Zementproduktion ein. Carlo Pesenti, Sohn von Augusto Pesenti und Cousin von Antonio Pesenti, besuchte das Gymnasium Collegio dei Padri Barnabiti in Moncalieri und schrieb sich anschließend für ein Maschinenbaustudium am Mailänder Polytechnikum ein, das er 1933 abschloss. Danach arbeitete er für das Familienunternehmen, dessen Geschäftsführer und Generaldirektor er 1942 wurde. Weil er als politisch unzuverlässig galt, wurde er während des Zweiten Weltkriegs aus dem Unternehmen ausgeschlossen und soll sogar einige Tage im Gefängnis verbracht haben. 1946 übernahm er die volle Kontrolle über das Unternehmen, da er als unbelastet galt, während sein Onkel Antonio dagegen sehr eng mit dem alten faschistischen Regime verbunden war und nun aus dem Unternehmen ausscheiden musste.
Italcementi profitierte unter der Leitung des gewieften Geschäftsmannes Pesenti vom Aufschwung und dem Bauboom der europäischen Nachkriegszeit, was Italcementi ermöglichte zu einem der größten Zementhersteller der Welt aufzusteigen. Jedoch blieb das Geschäft nicht auf Zement beschränkt, da der ambitionierte Pesenti ein Konglomerat errichtete. 1946 wurde Italmobiliare als Unternehmenstochter gegründet, welche als Holding für die Finanz- und Bankgeschäfte von Pesenti fungierte. Auf der Suche nach Finanzierung konnte er dank seiner Verbindungen zur Kurie von Bergamo in den Besitz der Banca Provinciale Lombarda gelangen, einer Institution, die der katholischen Kirche nahestand. In den 1950er Jahren kontrollierte sein Unternehmen die Hälfte des italienischen Zementmarktes und expandierte mit der Übernahme von Riunione Adriatica di Sicurtà auch in das Versicherungsgeschäft. Zu den weiteren wichtigen Akquisitionen dieser Zeit gehörten Franco Tosi Meccanica, eine große Beteiligung an den Stahlwerken von Falck, und die Zeitung Giornale di Bergamo. Er gründete 1952 zudem die Mailänder La Notte, eine Tageszeitung mit antikommunistischer Ausrichtung, die von ihm finanziert wurde.
Pesenti war dafür bekannt, ein zurückgezogenes Leben zu führen und keinen Luxus zur Schau zu stellen. Er hatte bekanntermaßen nur zwei große Leidenschaften: das Bankgeschäft (vor allem verbunden mit dem Wunsch, immer über Liquiditätsquellen zu verfügen) und Markenautos. Passend dazu erwarb er 1955 für 10 Milliarden Lira den Autohersteller Lancia, der jedoch nicht in Italcementi eingegliedert wurde, sondern rechtlich unabhängig blieb. 1958 übernahm er zusätzlich den Vizepräsidentenposten des Unternehmens. Sein Engagement im Autogeschäft war jedoch nur mäßig erfolgreich und Mitte der 1960er Jahre geriet das Unternehmen in eine schwere Krise, was dazu führte, dass Pesenti es 1969 an Fiat verkaufte, nachdem sich BMW gegen eine Übernahme entschlossen hatte. Erfolgreicher liefen die Geschäfte im Finanzwesen wo unter Pesentis Leitung acht Finanzinstitute, welche sich vorher unter der Kontrolle des christdemokratischen Politikers Teresio Guglielmone befanden hatte, zusammengelegt wurden, woraus die Istituto Bancario Italiano entstand, die als zweitgrößte Privatbank des Landes seiner Familienholding Italmobiliare unterstand. Das Geschäft hatte auch eine politische Komponente, da die acht fusionierten Finanzinstitute vorher vorwiegend als Schmiergeldkasse für die Democrazia Cristiana fungiert hatten, welche einen großen Skandal fürchteten.
Im Jahr 1969 wurde Pesenti jedoch mit einem Übernahmeversuch durch Michele Sindona konfrontiert, der damals ein fünfzigjähriger Anwalt war, der in den großen Finanzsektor einsteigen wollte. Mit den Mitteln der britischen Bank Hambros (heute eine Unterabteilung der französischen Société Générale) kaufte er Aktien von Italmobiliare, mit dem Ziel, sich die Kontrolle über Pisentis Finanzimperium zu sichern. Dieser ging daraufhin nach Rom, um die Politik um Hilfe zu bitten. Von dieser verlangte er eine Gegenleistung für den Gefallen, der er ihr durch die Rettung der Banken von Guglielmone erwiesen hatte. Finanzminister Emilio Colombo und Guido Carli, Gouverneur der Banca d’Italia, verlangten daraufhin von Sindona seine Anteile an Italmobiliare wieder von Pesenti zurückkaufen zu lassen. Pesenti zahlte schließlich 50 Milliarden Lira (Sindona hatte 35 Milliarden für seine Anteile gezahlt), die notwendig waren, um die Kontrolle über Italcementi zurückzuerlangen. Fast zehn Jahre später wurde aufgedeckt, wie dieses Geld in den Besitz von Pesenti gelangt war: Es war über zwei Offshore- Finanzgesellschaften in Panama und Liechtenstein von der Banca Provinciale Lombarda (die, wie erwähnt von Italmobiliare kontrolliert wurde, die wiederum von Italcementi kontrolliert wurde) an ihn gelangt, der es wiederum im Austausch für die Aktien an Sindona und Hambros weitergab.
Die Affäre kam Ende der 70er Jahre ans Licht, als zwei Manager der Banca Provinciale Lombarda, Emilio Duchi, Leiter der Wertpapierabteilung des Instituts und Gaetano Bianco, sein Mitarbeiter, wegen einer Reihe nie ganz aufgeklärter Vorfälle im Zusammenhang mit mutmaßlich riskanten Investitionen entlassen wurden, die der Bank Verluste in Milliardenhöhe beschert hatten. Anfang 1979 reichten die beiden ehemaligen Manager bei der Mailänder Staatsanwaltschaft eine Beschwerde ein, in der sie aufdeckten, dass die Banca Lombarda den versteckten Kredit in Höhe von 50 Milliarden Lira für den Rückkauf von Italmobiliare (der nie zurückgezahlt wurde) durch betrügerische Buchführung verschleiert hatte. Aus den 50 Milliarden waren nun 180 Milliarden Lira Schulden geworden, wodurch Pesenti in ernsthafte finanzielle Schwierigkeiten geriet. Durch die Affäre verlor Pesenti den Großteil seines Firmenimperiums, lediglich die Kontrolle über die industriellen Aktivitäten verblieb bei ihm. Im Juli 1984 wurde die Banca Lombarda als letzte der drei Familienbanken für einen nie offiziell bestätigten Betrag von etwa 480 Milliarden Lire verkauft. Zu diesem Zeitpunkt wurde gegen Pesenti auch von Mailänder Staatsanwaltschaft im Zusammenhang mit dem Zusammenbruch der Banco Ambrosiano von Roberto Calvi ermittelt, der ein enger Geschäftspartner von Pesenti war. Pesenti war 1982 zum zweitgrößten Anteilseigner der Banco Ambrosiano geworden, drei Monate bevor Calvi in London auf mysteriöse Weise ums Leben kam.
Im September 1984 reiste Pesenti nach Kanada, um sich im Montreal General Hospital medizinischen Untersuchungen zu unterziehen, nachdem er sich in der Vergangenheit bereits einer Herzoperation in Houston in den Vereinigten Staaten unterzogen hatte. Während seines Krankenhausaufenthaltes verschlechterte sich sein Zustand plötzlich und am 20. September 1984 verstarb Pesenti. Pesenti hinterließ seine Frau Rosalie und vier Kinder. Zum Zeitpunkt seines Todes wurde gegen ihn noch wegen unregelmäßigen Geschäften mit Aktien der Banco Ambrosiano und dubiosen Finanzgeschäften mit der Vatikanbank ermittelt.

## Politische Verbindungen
Pesenti gehörte zum konservativen katholischen Establishment Italiens und hatte enge Verbindungen zur Finanz- und Industrieelite. Er war Antikommunist und Unterstützer der Democrazia Cristiana, mit der er eine enge Klientelbeziehung einging, welche die Grenzen der Legalität ausreizte. Pesenti soll auch die rechtsextreme und terroristische Avanguardia Nazionale finanziert haben. Er war als wichtiger europäischer Industrieller auch europaweit gut vernetzt und nahm an den Treffen der Trilateralen Kommission teil. Er wohnte auch den Treffen von Le Cercle bei, einem konspirativen Kooperationsforum der Konservativen auf beiden Seiten des Atlantiks. In seiner Autobiografie bezeichnet David Rockefeller Le Cercle als „Pesenti-Gruppe“ und gab an, dass er im Oktober 1967 zum ersten Mal von ihrer Existenz erfuhr, als er von Carlo Pesenti eingeladen wurde, ihr beizutreten.